# 요내

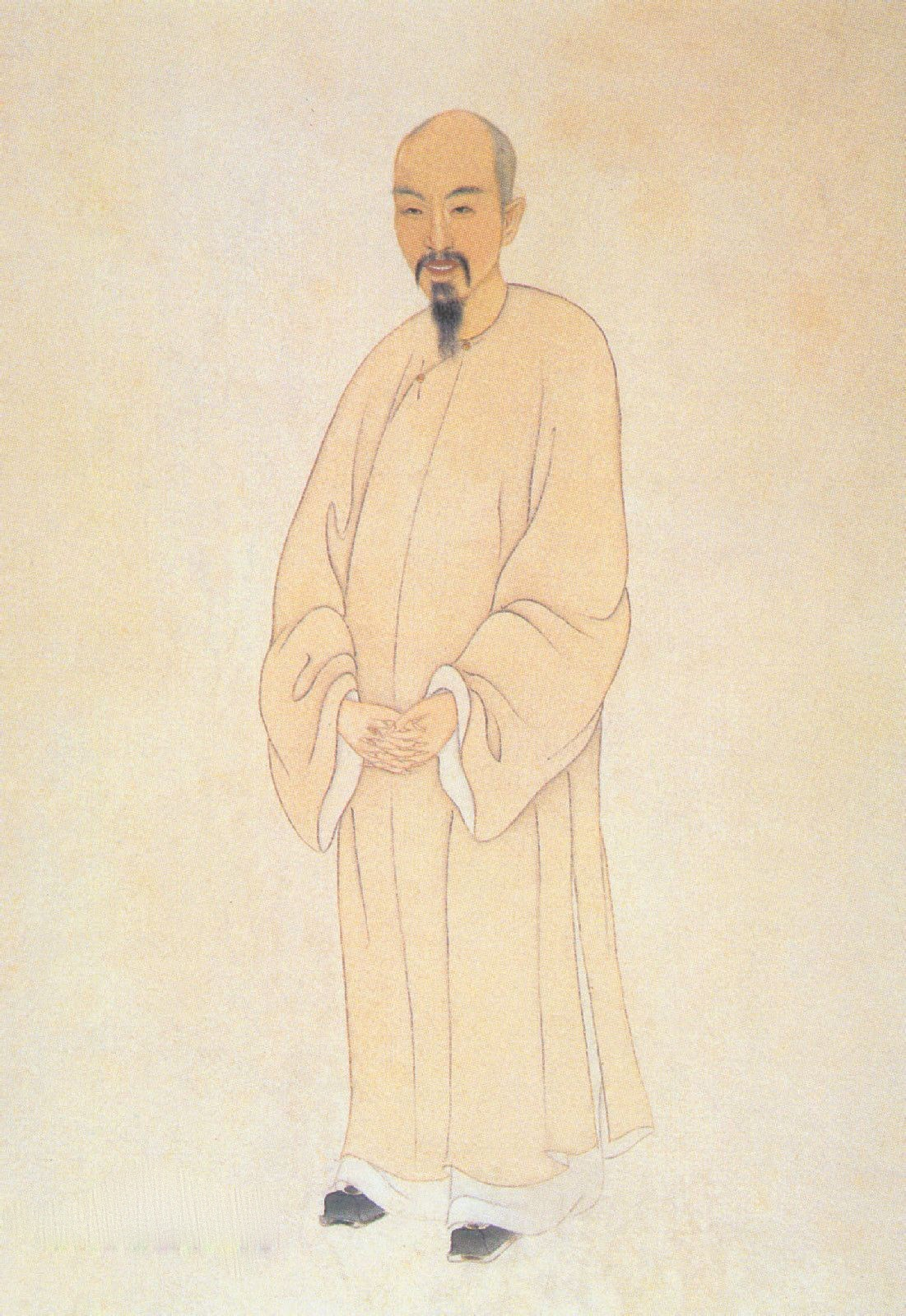

요내(姚鼐, 1732년 1월 17일 ~ 1815년 10월 15일)는 중국 청나라 시기의 문학가이다. 자는 희전(姬傳)이고 호는 석포 선생(惜抱先生)이며 안휘 동성 사람이다.
≪사고전서(四庫全書)≫ 편수관을 지냈고, 낙향해 강남 일대에서 서원 강학으로 일생을 보냈다. 동성파를 하나의 문파로 확립하는 데 지대한 공을 세웠으며, 저서로 ≪고문사류찬(古文辭類纂)≫, ≪석포헌전집(惜抱軒全集)≫ 등이 있다.